# عبد الرب صالح السلامي
عبدالرب صالح محمد السلامي سياسي وتربوي يمني، (من مواليد  1968)، وزير الدولة وعضو مجلس الوزراء اليمني، ورئيس حزب حركة النهضة للتغيير السلمي، وعضو سابق في الهيئة الاستشارية الوطنية، والأمين العام لرابطة علماء ودعاة عدن.